# Anairetes reguloides
Anairetes reguloides е вид птица от семейство Tyrannidae. Видът е незастрашен от изчезване.

## Разпространение
Разпространен е в Чили и Перу.